# Trichothelium longisetum
Trichothelium longisetum är en lavart som beskrevs av P. M. McCarthy & Palice. Trichothelium longisetum ingår i släktet Trichothelium och familjen Porinaceae.   Inga underarter finns listade i Catalogue of Life.